# Chlorine
Chlorine (pol. Chlor) – piosenka amerykańskiego muzycznego duetu Twenty One Pilots, wydana 22 stycznia 2019 roku jako piąty singel, piątego albumu studyjnego Trench, przez wytwórnię Fueled by Ramen. Jest to pierwszy singel po premierze płyty 5 października 2018.

## O utworze
Podobnie jak w przypadku większości albumu Trench, Chlorine zostało napisane i wyprodukowane przez Tylera Josepha, głównego wokalistę Twenty One Pilots, oraz Paula Meany’ego z zespołu Mutemath, którego możemy usłyszeć w pierwszej linijce utworu. Proces pisania i nagrywania piosenki odbywał się w studiu Tylera w Columbus w stanie Ohio, podczas gdy utwór został zmiksowany przez Adama Hawkinsa i zmasterowany przez Chrisa Gehringera w Sterling Sound w Nowym Jorku. Podczas sesji Ask Me Anything na Reddicie, Joseph napisał, że zmaganie się z próbami zmierzenia się z tym, co czuję w Chlorine było wyczerpujące. Piosenka utrzymana w koncepcji rap rocka i rocka alternatywnego z elementami popu i trip hopu. Można również doszukać się w nim również indietronicy i electropopu. Zawiera obniżony głos i opowiada o doświadczeniach Tylera w pisaniu piosenek, tworzeniu muzyki oraz jak to działa dla niego oczyszczająco

## Teledysk
Teledysk do utworu Chlorine został opublikowany po wydaniu piosenki jako singel 22 stycznia 2019 roku, a wyreżyserował go Mark C. Eshleman z Reel Bear Media. Film przedstawia duet wypełniający wodą brudny basen i sprzątanie go, podczas gdy obserwuje ich mała, biała, owłosiona istota z porożami i czarnymi oczami o imieniu Ned. Gdy duet kończy czyszczenie i napełnianie basenu, Ned zanurza się w nim, a jego poroże rośnie. Teledysk kończy się sceną, podczas której Tyler siedzi w pustym basenie, w towarzystwie stworzenia, po czym podaje mu kubek nieznanego płynu, którego Ned nie chce wypić. W wywiadzie w Kijowie podczas The Bandito Tour zespół wyjaśnił, że Ned reprezentuje kreatywność i próby zajęcia się nią oraz starania by ją zadowolić ... lub zaspokoić.

## Sukces
Singel w Stanach Zjednoczonych zajął 12. miejsce na Bubbling Under Hot 100 Singles, w pierwszym notowaniu po premierze albumu Trench oraz szóste miejsce na Hot Rock Songs.
Utwór w Polsce osiągnął status dwukrotnie platynowej płyty.

## Skład zespołu[3]
- Tyler Joseph – wokale, programowanie, gitara, pianino, gitara basowa, syntezatory, produkcja
- Josh Dun – perkusja, trąbka, chórki
- Paul Meany – programowanie, syntezatory, produkcja, wokale
- Adam Hawkins – miksowanie
- Chris Gehringer – mastering

## Lista utworów
| US promotional CD | US promotional CD          | US promotional CD |
| Nr                | Tytuł utworu               | Długość           |
| ----------------- | -------------------------- | ----------------- |
| 1.                | „Chlorine (Radio Edit #1)” | 2:55              |
| 2.                | „Chlorine (Radio Edit #2)” | 2:02              |
| 3.                | „Chlorine (Radio Edit #3)” | 1:59              |
| 4.                | „Chlorine (Album Version)” | 5:24              |
| 5.                | „Chlorine (Instrumental)”  | 5:25              |

| Alt Mix | Alt Mix              | Alt Mix |
| Nr      | Tytuł utworu         | Długość |
| ------- | -------------------- | ------- |
| 1.      | „Chlorine (Alt Mix)” | 3:11    |

## Notowania
| Wykres (2018–2019)     | Pozycja |
| ---------------------- | ------- |
| Czechy (Rádio Top 100) | 69      |
| Irlandia (IRMA)        | 64      |
| Rumunia (Airplay 100)  | 86      |